# 크레타난쟁이하마
크레타난쟁이하마(학명: Hippopotamus creutzburgi)는 하마과 하마속에 속했던 현재 멸종한 하마의 한 종류로, 크레타섬에 서식했다. 플라이스토세 초-중기에 살았으며, 유럽하마로부터 분화되어 나왔을 것으로 보인다. 다른 멸종한 하마 종류와 비교했을 때 크기가 확연히 왜소했으며 약 400kg 정도의 체중을 가졌다. 크레타난쟁이매머드 및 크레타큰쥐(Kritimys)와 더불어 크레타섬에 존재했던 중대형 초식동물 2종 가운데 하나였다.

## 같이 보기
- 몰타하마
- 시칠리아하마